# Michigan's Adventure
Michigan's Adventure är en nöjespark belägen i Muskegon County, Michigan, USA.
Parken ägs av Cedar Fair och den upptar en kvadratkilometers yta och är, med sina 53 åkattraktioner, den största nöjesparken i delstaten.